# Мирский, Николай Дмитриевич
Николай Дмитриевич Мирский (бел. Мікалай Дзмітрыевіч Мірскі; род. 19 декабря 2005, Минск) — белорусский футболист, полузащитник.

## Карьера
Воспитанник футбольной школы минского «Трактора». Первым тренером футболиста был Артём Кендыш. Позже футболист присоединился к борисовскому БАТЭ, где продолжил выступать на юношеском уровне. В 2023 году футболист стал выступать за дублирующий состав клуба. В 2023 году футболист впервые попал в заявку основной команды, однако на поле так и не вышел. В 2024 году футболист начинал готовиться к сезону с основной командой борисовского клуба. Дебютировал за клуб футболист 10 марта 2024 года в ответном четвертьфинальном матче Кубка Беларуси против минского «Динамо», выйдя на замену на 102 минуте.  Дебютный матч в чемпионате футболист сыграл 16 марта 2024 года против столичного «Минска», выйдя на замену на 92 минуте. В марте 2024 года футболист подписал с клубом новый трёхлетний контракт. В апреле 2024 футболиста также отправился в распоряжение второй команды клуба БАТЭ-2. Первый матч за команду футболист сыграл 7 апреля 2024 года против «Барановичей», выйдя на замену на 63 минуте.

## Международная карьера
В 2019 году футболист выступал за юношескую сборную Беларуси до 15 лет. В ноябре 2022 года футболист получил вызов в юношескую сборную Беларуси до 18 лет. В июне 2023 года футболист отправился в распоряжение юношеской сборной Беларуси до 19 лет. Дебютировал за сборную футболист 18 июня 2023 года в товарищеском матче против сборной Грузии.